# Bierkut Karaganda
Bierkut Karaganda (ros. ХК Беркут Караганда) – kazachski klub hokejowy z siedzibą w Karagandzie.
Bierkut Karaganda wykształcił się z klubu Saryarka Karaganda, który od 2012 rozpoczął występy w rosyjskich rozgrywkach Wysszaja Chokkiejnaja Liga (WHL). Został założony w 2012 jako zespół farmerski wobec Saryarki. Drużyna rezerwowa uczestniczy w narodowych mistrzostwach Wysszaja Liga - w sezonie 2012/2013 funkcjonowała pod nazwą Saryarka 2, a od sezonu 2013/2014 do 2015 działał jako Bierkut Karaganda. W 2015 nowym zespołem farmerskim Saryarki został HK Temyrtau.